# Regione di Harar
La regione di Harar è una regione (kililoch) dell'Etiopia centro-orientale. Prende il nome dal suo capoluogo, Harar.
La regione-stato è stata istituita nel 1995 ed è la più piccola tra quelle che compongono l'Etiopia. Fino al 1995 faceva parte della provincia di Haranghe di cui Harar era la capitale.
La regione costituisce una enclave all'interno del territorio nord-orientale della regione di Oromia. Il territorio è prevalentemente montuoso essendo situato nell'altopiano etiopico nei pressi delle montagne Ahmar. 
Il capoluogo Harar è posto 1885 m s.l.m. ed è stata dichiarato Patrimonio dell'umanità dall'UNESCO per il suo ricco patrimonio culturale.

## Storia
Durante il Medioevo l'attuale regione dell'Harar fu sede di vari sultanati musulmani. Nel 1285, a crederne un testo endogeno studiato dal filologo Cerulli, Umar Walasma avrebbe scacciato la dinastia precedente e fondato un nuovo Stato la cui capitale era Ifat, all'Ovest dell'attuale Harar. Le relazioni con il vicino impero d'Etiopia sono conflittuali: la capitale si sposta dunque progressivamente verso l'Est a scelta del sultano Haqq ed Din. Contrariamente ai vicini Etiopi, gli abitanti dell'Harar sviluppano una cultura sedentaria e urbana di cui si vedono le tracce in numerose rovine. 
In 1520, la città di Harar diventa capitale del sultanato. All'inizio del cinquecento, il sultanato invaderà temporaneamente l'intera Etiopia durante il jihad dell'imam Aḥmad Grāñ b. Ibrāhīm (1527-1543), soprannominato "Grañ" (ovvero sia "mancino") dagli Etiopi. Indebolito dalla lunga guerra, il sultanato non può resistere all'invasione di popoli nomadi che vi si installano: principalmente i Somali, gli Oromo e i Danakil.

## Società

### Evoluzione demografica
Da una stima redatta dalla Central Statistical Agency of Ethiopia (CSA) e pubblicata nel 2005 la popolazione risulta essere costituita da 196 000 abitanti. 
I gruppi etnici principali che compongono la popolazione sono: oromo (52.3%), amhara (32.6%), harar (7.1%) e guraghé (3.2%). La popolazione semitica harar costituisce la maggioranza della popolazione all'interno delle mura di Harar.
La lingua harari, scritta in alfabeto Ge'ez, è la lingua ufficiale della regione.
Il 60.3% della popolazione professa la religione musulmana e l'38.2% la religione cristiano-copta.